# Лаутаро Мартинез
Лаутаро Хавијер Мартинез (шп. Lautaro Javier Martínez; 22. август 1997) аргентински је фудбалер који игра на позицији нападача и тренутно наступа за Интер и репрезентацију Аргентине.
Каријеру је почео Аргентини где је 2015. године започео професионалну каријеру у Расинг Клубу. Године 2018. се придружио миланском Интеру.
За репрезентацију Аргентине дебитовао је 2018. године, а претходно је играо за репрезентацију до 20 година са којом је наступао на Светском првенству 2017. Освојио је Светско првенство у фудбалу 2022 године у Катару. Освојио је и Копа Америку 2021 године и 2024 године. 

## Највећи успеси
Интер
- Серија А (2) : 2020/21, 2023/24.
- Куп Италије (2) : 2021/22, 2022/23.
- Суперкуп Италије (3) : 2021, 2022, 2023.
- Лига шампиона : финале 2022/23.

Аргентина
- Светско првенство (1) : 2022.
- Копа Америка (2) : 2021, 2024.
- КОНМЕБОЛ–УЕФА куп шампиона (1) : 2022.